# Mroni Moantsi Troni
Mroni Moantsi Troni ist ein ephemeres Gewässer ähnlich einer Fiumara, auf Anjouan, einer Insel der Komoren in der Straße von Mosambik.

## Geographie
Der Fluss verläuft im Gebiet von Ongoni und mündet zwischen Harembo und Ongoni an der Ostküste ins Meer. Er entspringt in der Nähe des Ursprungs des Dzialandzé.